# Gösta Ström
Frans Gösta Emeric Ström, född 1 mars 1893 i Härnösand, död 17 december 1966 i Sollentuna, var en svensk skådespelare och inspicient på Svensk Filmindustri. Han var bror till skådespelaren Carl Ström.

## Filmografi
Roller
- 1919 – Sången om den eldröda blomman
- 1932 – Landskamp
- 1934 – Karl Fredrik regerar
- 1940 – Stål
- 1951 – Sommarlek
- 1955 – Fädernas kyrka